# Wormerveerstraat (Amsterdam)
Wormerveerstraat is een straat in de Amsterdamse Spaarndammerbuurt, genoemd naar het gelijknamige dorp in de Zaanstreek in Noord-Holland. De straat loopt van de Knollendamstraat naar de Adrichemstraat. De straten in de Spaarndammerbuurt zijn genoemd naar plaatsen ten noordwesten van Amsterdam.
Tot 1877 lag het gebied in de toenmalige gemeente Sloten maar dat jaar werd dit noordoostelijke deel van die gemeente door Amsterdam geannexeerd. De straat kreeg bij een raadsbesluit van 2 september 1913 haar naam en stond daarvoor sinds 1 februari 1888 deels bekend als de Houtrijkkade aangelegd in 1888. Die was vernoemd naar Houtrijk en Polanen. Het bijbehorende water bij die kade zou nooit gegraven worden.
Enkele gebouwen aan de straat zijn gebouwd in de stijl van de Amsterdamse School. Een in 1914 door Michel de Klerk ontworpen huizenblok op de hoek met het Spaarndammerplantsoen is Rijksmonument 5499.